# Romberg (Stradivarius)

Le Romberg est un violoncelle construit en 1728 par le luthier italien Antonio Stradivari.

## Parcours
Voici le parcours connu de ce violoncelle.
| Propriétaire                | Depuis | Avéré en | Jusqu'en |
| --------------------------- | ------ | -------- | -------- |
| Bernhard Romberg (Hambourg) |        |          |          |
| G. Winterling (Hambourg)    | 1851   |          |          |
| Giuseppe Fiorini            |        |          |          |
| Baron Ohlendorf             | 1897   |          |          |
| Max Langensieppen           | 1910   |          | 1923     |
| Carl Schneider (Zurich)     | 1923   |          | 1946     |
| Kurt Koppel                 | 1946   |          |          |
| Swiss Foundation            | 1998   |          |          |

## Source
1. ↑  (en) Base de données sur les instruments à cordes anciens